# Musca formosana
Musca formosana är en tvåvingeart som beskrevs av Malloch 1925. Musca formosana ingår i släktet Musca och familjen husflugor. Inga underarter finns listade i Catalogue of Life.